# FDP-Bundesparteitag 1979
Koordinaten: 53° 5′ 12″ N, 8° 49′ 0″ O

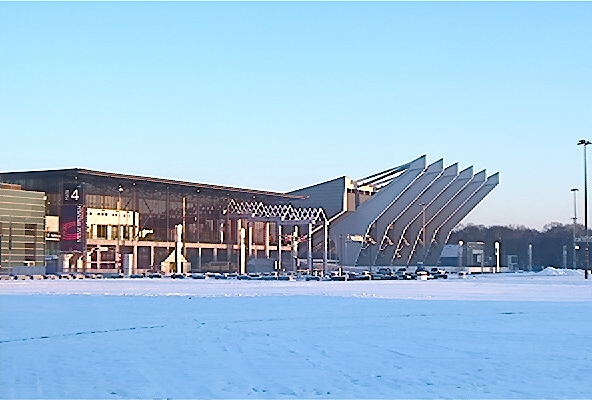
Stadthalle Bremen

Den Bundesparteitag der FDP 1979 hielt die FDP vom 15. bis 17. Juni 1979 in Bremen ab. Es handelte sich um den 30. ordentlichen Bundesparteitag der FDP in der Bundesrepublik Deutschland.

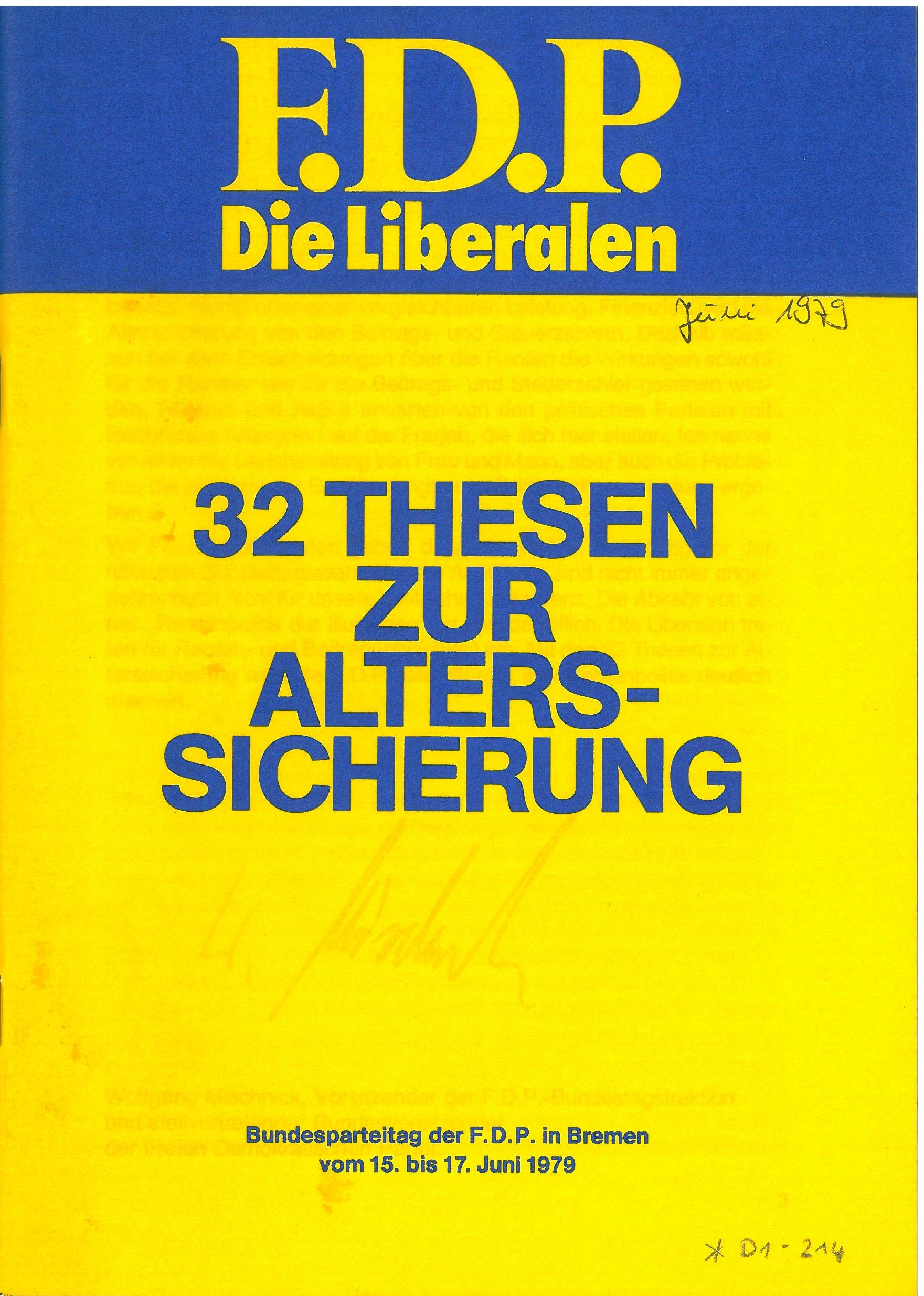
Broschüre: 32 Thesen zur Alterssicherung

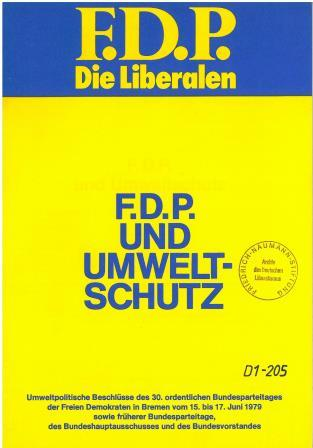
Broschüre: F.D.P. und Umweltschutz

## Beschlüsse
Der Parteitag verabschiedete das Papier „F.D.P. und Umweltschutz“, „32 Thesen zur Alterssicherung“ sowie Papiere zur Steuervereinfachung, zum liberalen Rechtsstaat und zur Energiepolitik.

## Sonstiges
In das Tagungspräsidium wurden gewählt: Liselotte Funcke, Wolfgang Lüder, Friedel Meyer, Ursel Redepenning und Helmut Schäfer.